# Xã Jefferson, Quận Houston, Minnesota
Xã Jefferson (tiếng Anh: Jefferson Township) là một xã thuộc quận Houston, tiểu bang Minnesota, Hoa Kỳ. Năm 2010, dân số của xã này là 129 người.